# Йоркшир і Гамбер
Йо́ркшир і Га́мбер (англ. Yorkshire and the Humber) — регіон на сході Англії. Включає дев'ять церемоніальних графств, а також кілька десятків унітарних і муніципальних районів. Адміністративний центр — Лідс.

## Географія
Регіон займає територію 15 420 км² (5-е місце серед регіонів), омивається зі сходу Північним морем, межує на півдні з регіоном Східний Мідленд, на заході з регіоном Північно-Західна Англія, на півночі з регіоном Північно-Східна Англія.

## Міські агломерації
У регіоні Йоркшир і Гамбер розташовані 6 великих міських агломерацій з населенням понад 100 тисяч чоловік (за даними 2001 року, в порядку убування чисельності населення):
- Західний Йоркшир: 1499465
- Шеффілд: 640720
- Кінгстон-апон-Галл: 301416
- Діен Валі: 207726
- Грімсбі / Кліторпес: 138842
- Йорк: 137505

## Демографія
На території регіону Йоркшир і Гамбер за даними 2001 року проживає 5 142 400 осіб (6-е місце серед регіонів), при середній щільності населення 322 чол./км ².

## Адміністративний поділ
Регіон Йоркшир і Гамбер включає в себе вісім політично незалежних одна від одної адміністративних одиниць — два метропольних графства (Західний Йоркшир і Південний Йоркшир), неметропольне графство Північний Йоркшир і п'ять унітарних одиниць (Східний Йоркширський Райдінг, Йорк, Кінгстон-апон-Галл, Північний Лінкольншир і Північно-Східний Лінкольншир). Метропольні графства, неметропольні графства та унітарні одиниці об'єднані в п'ять церемоніальних графств — Східний Йоркширський Райдінг, Західний Йоркшир, Лінкольншир, Північний Йоркшир і Південний Йоркшир, для забезпечення ними церемоніальних функцій. Метропольні та неметропольні графства діляться в цілому на шістнадцять метропольних і неметропольних районів. Унітарні одиниці поділу на райони не мають.
| Карта                        | Церемоніальне графство           | Нейеремоніальне графство / унітарна одиниця                                             | Округи                                            |
| ---------------------------- | -------------------------------- | --------------------------------------------------------------------------------------- | ------------------------------------------------- |
|                              | Південний Йоркшир *              | Південний Йоркшир *                                                                     | 1. Шеффілд, 2. Ротергем, 3. Барнслі, 4. Донкастер |
| Західний Йоркшир *           | Західний Йоркшир *               | 5. Вейкфілд, 6. Кіркліс, 7. Калдердейл, 8. Бредфорд, 9. Лідс                            |                                                   |
| Північний Йоркшир (частина)  | 10. Північний Йоркшир †          | а) Селбі, б) Гарроґейт, в) Крейвен, г) Річмондшир, ґ) Гемблтон, д) Райдейл, е) Скарборо |                                                   |
| Північний Йоркшир (частина)  | 11. Йорк                         |                                                                                         |                                                   |
| Східний Йоркширський Райдінг | 12. Східний Йоркширський Райдінг | 12. Східний Йоркширський Райдінг                                                        |                                                   |
| Східний Йоркширський Райдінг | 13. Кінгстон-апон-Галл           |                                                                                         |                                                   |
| Лінкольншир (частина)        | 14. Північний Лінкольншир        | 14. Північний Лінкольншир                                                               |                                                   |
| Лінкольншир (частина)        | 15. Північно-Східний Лінкольншир |                                                                                         |                                                   |

Ключ: неметропольське графство = † | метропольське графство = *